# تحت علامة الشعوذة (فلم)
تحت علامة الشعوذة (بالفرنسية: Sous le signe du vaudou)، هُو فيلم دراما بنيني صدر سنة 1974 وأخرجه Pascal Abikanlou.